# Francis H. Case

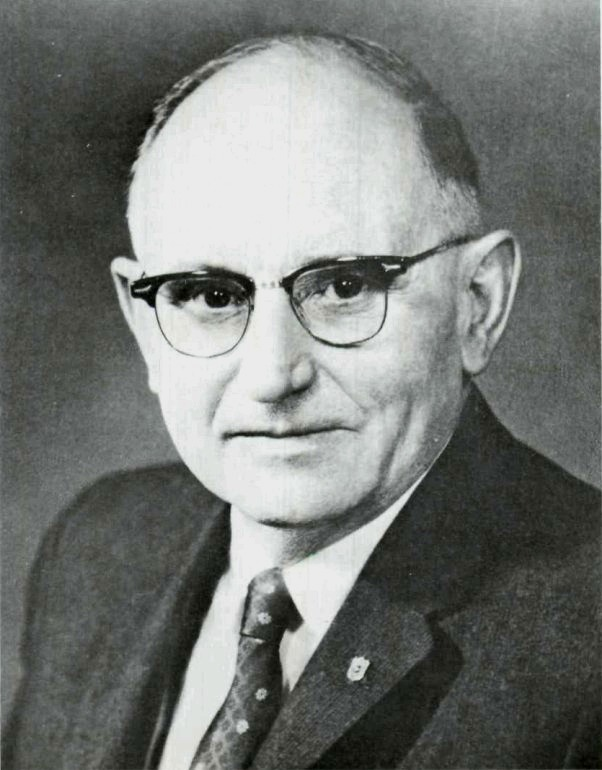
Francis H. Case

Francis Higbee Case (* 9. Dezember 1896 in Everly, Clay County, Iowa; † 22. Juni 1962 in Bethesda, Maryland) war ein US-amerikanischer Politiker.

## Leben
Francis Case kam 1909, im Alter von 13 Jahren, mit seinen Eltern nach South Dakota, wo er in Sturgis (Meade County) den Rest seiner Kindheit und Jugend verlebte. 1918 machte er seinen Abschluss an der Dakota Wesleyan University, dem zwei Jahre später, 1920, seine Graduierung an der Northwestern University im Bundesstaat Illinois folgte. Im Ersten Weltkrieg diente Case sowohl in der United States Army als auch im United States Marine Corps.
Seine berufliche Laufbahn begann Case als Redakteur bei verschiedenen Tageszeitungen; so zunächst von 1920 bis 1922 beim Epworth Herald in Chicago. Es folgten weitere Anstellungen in South Dakota; beim Daily Journal in Rapid City von 1922 bis 1925, beim Hot Springs Star in Hot Springs in der Zeit zwischen 1925 und 1931 und zuletzt von 1931 bis 1946 beim Custer Chronicle in Custer.
1934 kandidierte der Republikaner Case erstmals für einen Sitz im Repräsentantenhaus der Vereinigten Staaten, unterlag jedoch noch zunächst seinem demokratischen Gegenkandidaten Theodore B. Werner. Erst zwei Jahre später, 1936, als Case erneut Wahlkampf führte, gelang ihm, den Sieg gegen Werner davonzutragen. Er zog am 3. Januar 1937 in den Kongress in Washington, D.C. ein, wo er seinen Abgeordnetensitz 14 Jahre lang, bis zum 3. Januar 1951, verteidigen konnte. 1950 kandidierte Case für einen Sitz im Senat der Vereinigten Staaten. Er konnte in den Vorwahlen den republikanischen Amtsinhaber John Chandler Gurney besiegen und die Wahlen im Herbst desselben Jahres für sich entscheiden. Case zog am 3. Januar 1951 in die zweite Parlamentskammer ein, in der er im Jahr 1956 durch Wiederwahl bestätigt wurde.
Nur wenige Monate, bevor seine zweite Amtszeit hätte enden können, erlitt Senator Case im Juni 1962 während seiner Arbeit im Kapitol einen Herzinfarkt. Er wurde noch ins National Naval Medical Center nach Bethesda gebracht, wo er jedoch im Alter von 65 Jahren starb.
Heute trägt der Lake Francis Case am Missouri River in South Dakota zu Ehren des US-Senators dessen Namen. Auch wurde eine Brücke, die in der Bundeshauptstadt Washington über die Interstate 395 führt, nach ihm benannt. Gleiches gilt für die Case-Insel in der Antarktis.